# Esther Kretzinger
Esther Kretzinger (* 17. September 1983 in Großkarol, Rumänien) ist eine deutsch- und ungarischsprachige Opern-, Lied-, Konzert- und Oratoriensängerin in der Stimmlage Sopran.

## Biographie
Kretzinger ist die Tochter eines Kirchenmusikers und einer Diplom-Ingenieurin.
Als Tochter von Ungarndeutschen ist sie mit fünf Jahren nach Deutschland gezogen, wo sie in Günzburg aufwuchs. Sie besuchte den musischen Zweig im St. Thomas-Gymnasium Wettenhausen, wo sie auch ihren ersten Unterricht in Stimmbildung und Klavier erhielt. Ab 1999 erfolgte eine Gesangsausbildung bei der Sopranistin Ingrid Fraunholz in Günzburg. 2001 begann sie ein Gesangsstudium bei Siglinde Damisch-Kusterer an der staatlichen Berufsfachschule für Musik in Krumbach. 2002 wechselte sie an die Universität Mozarteum Salzburg, wo sie Gesang bei Ingrid Mayr sowie Oper und Musiktheater bei Reinhard Seifried, Wolfgang Kolneder und Eike Gramss studierte. 2008 schloss sie das Studium mit Auszeichnung ab und erhielt dafür 2008 die Lilli-Lehmann-Medaille der Internationalen Stiftung Mozarteum. Seit 2014 hat sie die Künstlerische Leitung der von ihr gegründeten Kammermusikreihe Weissenhorn Klassik inne.

## Künstlerischer Werdegang
Im Rahmen ihrer Ausbildung absolvierte sie Meisterkurse bei Adrienne West (Holland), Angelika Kirchschlager (Salzburg), Barbara Bonney (Salzburg), Peter Berne (Salzburg) und Helena Lazarska (Internationale Sommerakademie Mozarteum Salzburg).
Kretzinger war zu Beginn ihrer Karriere überwiegend im Opern- und Operettenfach tätig. 2004 erhielt sie ein Engagement als Choristin im Rahmen der Operettenproduktionen „Eine Nacht in Venedig“ und „Ein Walzertraum“ des Lehár Festivals in Bad Ischl. 2005 bis 2007 war sie als Solistin bei der Salzburger Konzertgesellschaft tätig. In der Saison 2007/08 debütierte sie am Salzburger Landestheater als Sandmännchen/Taumännchen in Humperdincks „Hänsel und Gretel“ unter Johannes Wildner (Regie:  Joachim Radtke) und als Norina in „Don Pasquale“ unter Ola Rudner (Regie: Serena Sinigaglia). 2008 erfolgte ein Gastspiel im „Haus für Mozart“ (Salzburg) als Najade in „Ariadne auf Naxos“ unter Ivor Bolton (Regie: Stephen Medcalf). Im selben Jahr erhielt sie ein solistisches Engagement an der National Oper Oslo, verbunden mit einer Konzerttournee in Norwegen und nach Russland mit dem Orchester und dem Ensemble der National Oper. In der Saison 2008/09 war sie am Mainfranken Theater Würzburg engagiert, wo sie als Liu in „Turandot“ unter Jin Wang gute Kritiken erhielt.
Esther Kretzinger arbeitete mit den Dirigenten Johannes Wildner, Daniel Hoyem-Cavazza, Markus Poschner, Ivor Bolton, Peter Gülke, Jin Wang, Lavard Skou-Larsen, Ola Rudner, Sebastian Weigle, Dennis Russell Davies, Herbert Mogg, Albert Anglberger, Kai Röhrig, Andreas Sagstetter, Per Kristian Skalstad, Terje Boye Hansen und Walter Gehlert sowie den Regisseuren Leonard C. Prinsloo, Anja Sündermann, Eike Gramss, Bernhard Stengele, Stephan Medcalf, Joachim Rathke, Wolfgang Kolneder, Kurt-Josef Schildknecht, Serena Sinigaglia zusammen. Seit 2007 gibt es eine regelmäßige Zusammenarbeit mit der Deutschen Kammerakademie Neuss am Rhein sowie mit den Salzburg Chamber Soloists unter Lavard Skou-Larsen. Ab 2009 wandte sie sich verstärkt dem Liedrepertoire zu und arbeitet dabei mit dem russischen Pianisten Andrej Hovrin und der slowakischen Pianistin Nora Skuta zusammen. Es folgten Liederabende in Belgien, Deutschland, Österreich, Russland, Schweiz, Slowenien, Spanien und Taiwan.
2011 wurde ihre erste CD „Lieder im Volkston“ bei Gramola veröffentlicht.

## Auszeichnungen
- 2006: 3. Preis beim 12. Internationalen Gesangswettbewerb Ferruccio Tagliavini in Deutschlandsberg (Österreich).
- 2006: 1. Preis des Regierenden Bürgermeisters von Berlin beim Bundeswettbewerb Gesang im Fach Oper/Operette, Berlin.
- 2006: Sonderpreis der Kurt- und Felicitas-Vössing-Stiftung für eine förderungswürdige Leistung im Fach Operette im Rahmen des Bundeswettbewerb Gesang, Berlin.
- 2007: Finalistin beim 26. Internationalen Hans Gabor Belvedere Gesangswettbewerb im Fach Oper, Wien.
- 2007: 2. Preis beim 26. Internationalen Hans Gabor Belvedere Gesangswettbewerb im Fach Operette, Wien.
- 2007: Sonderpreis der Norwegian National Opera Oslo im Rahmen des 26. Internationalen Belvedere Gesangswettbewerbs, Wien
- 2010: Finalistin und  Preisträgerin der Oscar und Vera Ritter Stiftung beim Internationalen Robert Stolz Gesangswettbewerb, Hamburg

## Diskografie
- Lieder im Volkston. Brahms, Bartók, Kodály, Dvořak; Esther Kretzinger (Sopran), Andrej Hovrin (Klavier), Gramola 98917 (rec. 2010, publ. 2011).
- Federico García Lorca. Canciones Españolas Antiguas. Live; Esther Kretzinger (Sopran), Andrej Hovrin (Klavier), Konzertmitschnitt (14. Mai 2011)